# Dolichoderus nigricornis
Dolichoderus nigricornis é uma espécie de formiga do gênero Dolichoderus.